# Tlanicuilulco
Tlanicuilulco är en ort i Mexiko.   Den ligger i kommunen Quechultenango och delstaten Guerrero, i den södra delen av landet, 230 km söder om huvudstaden Mexico City. Tlanicuilulco ligger 655 meter över havet och antalet invånare är 944.
Terrängen runt Tlanicuilulco är kuperad åt sydväst, men åt nordost är den bergig. Tlanicuilulco ligger nere i en dal. Runt Tlanicuilulco är det ganska glesbefolkat, med 39 invånare per kvadratkilometer. Närmaste större samhälle är Quechultenango, 14,8 km väster om Tlanicuilulco. I omgivningarna runt Tlanicuilulco växer huvudsakligen savannskog.